# André Hardellet
André Hardellet (* 13. Februar 1911 in Vincennes; † 24. Juli 1974 in Paris) war ein französischer Schriftsteller.

## Leben und Werk
André Hardellet besuchte die Pariser Gymnasien Lycée Montaigne und Lycée Louis-le-Grand und übernahm das Juweliergeschäft der Eltern. Ab 1952 veröffentlichte er Gedichtbände, ab 1958 Romane. Daneben schrieb er Chansons wie Bal chez Temporel und Paris au mois d’Août (beide gesungen von Guy Béart).
Sein Roman Lourdes, lentes, den er 1969 unter Pseudonym veröffentlichte, brachte ihm 1973 unter Innenminister Raymond Marcellin eine Verurteilung wegen Sittenwidrigkeit ein. Der Roman erschien 1984 in Deutschland als Taschenbuch unter dem Titel Erdbeeratem, zehn Jahre nach dem Tod des Autors und des Übersetzers Werner von Grünau.

## Werke (Auswahl)

### Dichtung
- La Cité Montgol. Paris, Seghers, 1952, poèmes. Gallimard, Paris 1998.
- Le Luisant et la Sorgue. Seghers, Paris 1954.
- Sommeils. Seghers, Paris 1960.
- Les Chasseurs. Jean-Jacques Pauvert, Paris 1966. Gallimard, Paris 2000.
- Lady Long Solo. Jean-Jacques Pauvert, Paris 1971.
- Les Chasseurs deux. Jean-Jacques Pauvert, Paris 1973. (Prix des Deux Magots 1974).

### Prosa
- Le Seuil du jardin. Julliard, Paris 1958., roman. Jean-Jacques Pauvert, Paris 1966. Gallimard, Paris 1993.
- Le Parc des Archers. Julliard, Paris 1962. Gallimard, Paris 1996.
- Lourdes, lentes… (unter Pseudonym Stève Masson). Jean-Jacques Pauvert, Paris 1969. Gallimard, Paris 1994.
  - (deutsch) Erdbeeratem. Rowohlt, Reinbek 1984, 2018. (übersetzt von Werner von Grünau)
- Donnez-moi le temps. Julliard, Paris 1973. Gallimard, Paris 2013.
- La Promenade imaginaire. Mercure de France, Paris 1974. Gallimard, Paris 2013.
- (postum) L’Essuyeur de tempêtes. Plasma, Paris 1979. (Sammelschrift)
- L’Oncle Jules. Régine Deforges, Paris 1986.
- Oneïros ou La Belle Lurette. Gallimard, Paris 2001.
- Oeuvre. 3 Bde. Gallimard, Paris 1990–1992. (Gesammelte Werke)